# Brachyopa atlantea
Brachyopa atlantea är en tvåvingeart som beskrevs av Kassebeer 2000. Brachyopa atlantea ingår i släktet savblomflugor, och familjen blomflugor. Inga underarter finns listade i Catalogue of Life.